# Axiom

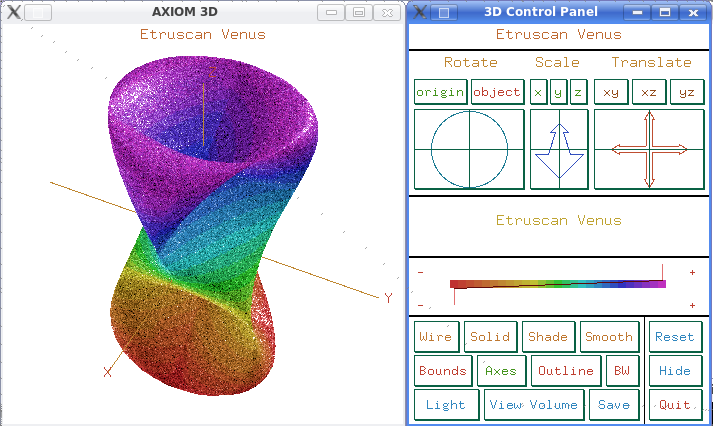
Axiom displaying a surface

Axiom es un programa de álgebra computacional (CAS) muy útil para la investigación y el desarrollo de los algoritmos matemáticos, para los cuales define una sintaxis rigurosa, con niveles de jerarquías matemáticas estructurados. Es decir, los objetos matemáticos (tales como anillos, campos, polinomios) así como las estructuras de datos de la informática (como listas, árboles, tablas hash) son escritos automáticamente. Cuando una operación es aplicada a un objeto, el tipo de objeto determina el comportamiento de la operación (similar a la programación orientada a objetos). 
Axiom está asociado, aunque separable, con el lenguaje de programación llamado A#.
Originalmente desarrollado por investigadores en IBM bajo el nombre de Scratchpad, ha estado en desarrollo desde 1971. En la década de los  Años 1990 fue convertido en producto comercial, y vendido a NAG, que en 2002 volvió a liberarlo como código abierto y software libre, publicado bajo una licencia modificada BSD.